# Kàrgopol
Kàrgopol - Каргополь (rus) - és una ciutat de l'óblast d'Arkhànguelsk, a Rússia.

## Història
L'origen de Kàrgopol no es coneix exactament, però és mencionada per primer cop en una crònica que es remunta al 1146. Aleshores era un mercat de la República de Nóvgorod, i un dels emplaçaments eslaus permanents més septentrionals. Kàrgopol era segurament el principal centre de comerç de Biàrmia durant els segles xiii i xiv. El 1447 Dimitri Txémiaka hi trobà refugi quan hagué de fugir de la còlera de Basili II.

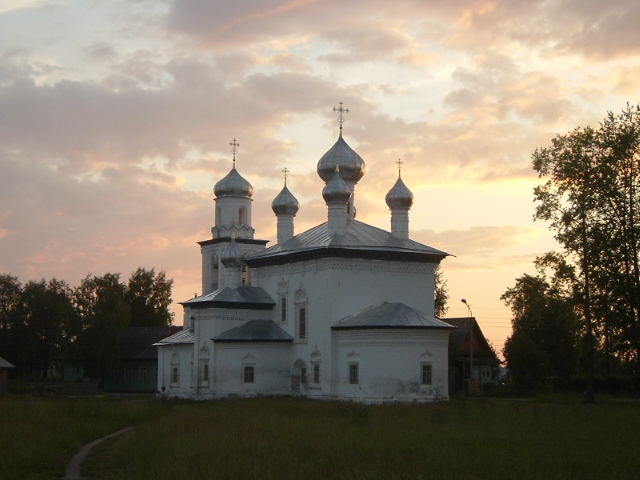
Les esglésies de Kàrgopol del estan decorades amb estàtues de pedres úniques.

Situada a l'antiga ruta entre Moscou i Arkhànguelsk, era l'únic port marítim de Rússia, i una de les viles més pròsperes del país, sobretot quan la Companyia de Moscòvia començà a treballar-hi a mitjan segle xvi. Durant aquella època de l'Interregne resistí a un setge de brigands polonesos i lituans, que acabà amb l'execució del pagès rebel Ivan Bolótnikov a Kàrgopol.
Un cop que Rússia trobà accés a la mar Bàltica després de la fundació de Sant Petersburg, Kàrgopol declinà progressivament. Els habitants de la vila encara foren actius en l'exploració de la Rússia asiàtica.